# Nubiella oralospinella
Nubiella oralospinella is een hydroïdpoliep uit de familie Bougainvilliidae. De poliep komt uit het geslacht Nubiella. Nubiella oralospinella werd in 2009 voor het eerst wetenschappelijk beschreven door Xu, Huang & Guo. 